# McWalter
 (juillet 2025).
Si vous disposez d'ouvrages ou d'articles de référence ou si vous connaissez des sites web de qualité traitant du thème abordé ici, merci de compléter l'article en donnant les références utiles à sa vérifiabilité et en les liant à la section « Notes et références ».
Pour plus de détails, voir Fiche technique et Distribution.
McWalter est un film français réalisé par Simon Astier et dont la sortie est prévue pour 2025.
C'est le premier long métrage de Simon Astier et la première apparition sur grand écran du personnage de McWalter, créé et incarné depuis 2015 par Mister V.

## Fiche technique
Sauf indication contraire, les informations mentionnées dans cette section peuvent être confirmées par la base de données cinématographiques IMDb,  présente dans la section « Liens externes ».
- Titre original : McWalter
- Réalisation : Simon Astier
- Scénario : Simon Astier, Freddy Gladieux, Mister V et Vincent Tirel
- Musique : Polérik Rouvière
- Direction artistique : Nicolas Garnier
- Décors : Anna Brun
- Costumes : Emmanuelle Youchnovski
- Photographie : Antoine Roch
- Montage : Baxter
- Production : Benjamin Bellecour, Jean-Toussaint Bernard, Jonathan Cohen
- Société de production : Les Films entre 2 et 4
- Société de distribution : Prime Video
- Budget : N/A
- Pays de production :  France
- Langue originale : français
- Format : couleur, 4K, Dolby Atmos
- Genre : comédie, action
- Durée : N/A
- Dates de sortie :
  - France : 12 septembre 2025 (Prime Video) Date sujette à modification

## Distribution
Sauf indication contraire, les informations mentionnées dans cette section peuvent être confirmées par la base de données cinématographiques IMDb,  présente dans la section « Liens externes ».
- Mister V : McWalter
- William Lebghil
- François Berléand
- Géraldine Nakache
- Vincent Dedienne
- Delphine Baril